# Hip Parade
 (février 2025).
Motif : Peu de sources secondaires, activité du groupe difficile à determiner
- Archive Wikiwix
- Bing
- Cairn
- DuckDuckGo
- E. Universalis
- Gallica
- Google
- G. Books
- G. News
- G. Scholar
- Persée
- Qwant
- (zh) Baidu
- (ru) Yandex
- (wd) trouver des œuvres sur Wikidata

| 1. | Préciser le motif de la pose du bandeau. | Précisez le motif de la pose du bandeau en utilisant la syntaxe suivante : {{admissibilité à vérifier\|date=mars 2025\|motif=remplacez ce texte par le motif}}                  |
| 2. | Informer les utilisateurs concernés.     | Pensez à avertir le créateur de l'article, par exemple, en insérant le code ci-dessous sur sa page de discussion : {{subst:avertissement admissibilité à vérifier\|Hip Parade}} |

Hip Parade est un groupe de pop britannique de Glasgow, en Écosse, formé en 2004,,,,,,,.

## Membres
- Kris McDines : percussions
- Sal Shah : basse
- Rob Shah : chanteur, guitare
- Dave Flavel : guitare solo

## Instruments
- Kris McDines : Pearl Drums, Vic Firth sticks
- Sal Shah : Fender Jazz bass, Ampeg bass head and 4x10 cab
- Rob Shah : Fender Telecaster, Fender Hot Rod Deluxe Amp, MXR Dyna Comp, MXR micro amp, Visual Sounds Jekyll & Hyde, Boss OD-3, Boss TU-2, Boss GE-7, Boss OD-2
- Dave Flavell : Fender Telecaster Deluxe, Fender Hot Rod Deville Amp, Fulltone OCD, Rat Pedal, Visual Sound Route 66, MXR micro amp, Boss CE-5, Ibanez Tube Screamer, Electro-Harmonix Stereo Pulsarv

## Singles
- Slow Me Down (juin 2007)
- Girl on the Radio (janvier 2009) (UK #60)